# Behchokò
Behchokò (Tłįchǫ für „Ort von Mbehchoe“), offiziell Tlicho Gemeindeverwaltung von Behchokò ist eine Gemeinde in der North Slave Region in den kanadischen Nordwest-Territorien. Behchokò liegt am NWT Highway 3 (der auch als Great Slave Highway oder Yellowknife Highway bezeichnet wird), am nordwestlichen Ende des Großen Sklavensees, ca. 80 km nordwestlich von Yellowknife.
Früher hieß die Gemeinde Rae-Edzo, bis sie 2005 umbenannt wurde. Der alte Name ging auf die beiden etwa 6 km Luftlinie über den Marian Lake voneinander entfernt gelegenen Siedlungen der Gemeinde, Rae und Edzo, zurück.
2006 zählte Behchokò, inklusive der Einwohner des Reservates, 1.874 Einwohner, die meisten von ihnen indianischer Herkunft leben fast alle Bewohner seit mindestens drei Generationen dort. Sie ist die größte Dene-Gemeinde Kanadas.